# Vliegvelden gesorteerd naar IATA-code I
Dit is een lijst van vliegvelden gesorteerd op IATA-code met de beginletter I.
| IATA | ICAO | Luchthaven                                    | Stad                  | Land                          |
| ---- | ---- | --------------------------------------------- | --------------------- | ----------------------------- |
| IAD  | KIAD | Dulles Intl                                   | Washington            | Verenigde Staten              |
| IAG  | KIAG | Niagara Falls International                   | Niagara Falls         | Verenigde Staten              |
| IAH  | KIAH | George Bush Intercont.                        | Houston               | Verenigde Staten              |
| IBZ  | LEIB | Ibiza                                         | Ibiza                 | Spanje                        |
| ICK  | SMNI | Majoor Henk Fernandes Airport                 | Nieuw-Nickerie        | Suriname                      |
| ICN  | RKSI | Incheon                                       | Seoel & Incheon       | Zuid-Korea                    |
| ICT  | KICT | Wichita Dwight D. Eisenhower National Airport | Wichita               | Verenigde Staten              |
| IEG  | EPZG | Babimost                                      | Zielona Góra          | Polen                         |
| IFN  | OIFM | Isfahan                                       | Isfahan               | Iran                          |
| IFO  | UKLI | Ivano-Frankivsk                               | Ivano-Frankivsk       | Oekraïne                      |
| IKT  | UIII | Irkoetsk                                      | Irkoetsk              | Rusland                       |
| ILA  | WABL | Illaga                                        | Illaga                | Indonesië                     |
| ILD  | LEDA | Alguaire                                      | Lleida                | Spanje                        |
| ILI  | PAIL | Iliamna                                       | Iliamna               | Verenigde Staten              |
| ILM  | KILM | Wilmington International                      | Wilmington            | Verenigde Staten              |
| ILR  | DNIL | Ilorin                                        | Ilorin                | Nigeria                       |
| IMO  | FEFZ | Zemio                                         | Zemio                 | Centraal-Afrikaanse Republiek |
| IND  | KIND | Indianapolis International                    | Indianapolis          | Verenigde Staten              |
| INN  | LOWI | Innsbruck Airport                             | Innsbruck             | Oostenrijk                    |
| INX  | WASI | Inanwatan                                     | Inanwatan             | Indonesië                     |
| IOM  | EGNS | Luchthaven Man                                | Douglas               | Man                           |
| IOS  | SBIL | Aeroporto Jorge Amado                         | Ilhéus                | Brazilië                      |
| IPC  | SCIP | Mataveri                                      | Hanga Roa, Paaseiland | Chili                         |
| IQQ  | SCDA | Diego Aracena Intl                            | Iquique               | Chili                         |
| IQT  | SPQT | Col Francisco Secada Vignetta                 | Iquitos               | Peru                          |
| IRP  | FZJH | Isiro-Matari                                  | Isiro-Matari          | Congo-Kinshasa                |
| ISB  | OPRN | Chaklala                                      | Islamabad             | Pakistan                      |
| ISC  | EGHE | St Mary's                                     | Isles of Scilly       | Verenigd Koninkrijk           |
| ISL  | LTBA | Atatürk                                       | Istanbul              | Turkije                       |
| ISP  | KISP | Long Island MacArthur                         | Long Island           | Verenigde Staten              |
| IST  | LTFM | Istanbul Airport                              | Istanbul              | Turkije                       |
| ITM  | RJOO | Osaka Intl                                    | Osaka                 | Japan                         |
| ITO  | PHTO | Hilo International                            | Hilo                  | Verenigde Staten              |
| IUL  | WABE | Ilu                                           | Ilu                   | Indonesië                     |
| IVL  | EFIV | Ivalo                                         | Ivalo                 | Finland                       |

A · B · C · D · E · F · G · H · I · J · K · L · M · N · O · P · Q · R · S · T · U · V · W · X · Y · Z · (alles)